# Serrana Bank
Serrana Bank (spanisch Banco Serrana) ist ein isoliert gelegenes Atoll im südwestlichen Karibischen Meer. Es liegt etwa auf halber Strecke zwischen Jamaika und Costa Rica, 360 km östlich der Küste von Nicaragua. Die größtenteils unter Wasser liegende Korallenbank ist etwa 37 km lang, bis zu 13 km breit und bedeckt ein Meeresgebiet von rund 500 km² Fläche. Sie besteht aus sechs kleinen Cays, von denen Southwest Cay das größte und bekannteste ist. Auf Southwest Cay sowie Narrow Cay befindet sich je ein Leuchtturm, auf North Cay ein kleines, permanent bewohntes Fischerdorf.
Die sechs Cays, von Süd nach Nord:
- Southwest Cay (500 mal 200 Meter)
- South Cay (150 mal 25 Meter)
- Little Cay (weniger als 100 Meter Durchmesser)
- Narrow Cay
- East Cay
- North Cay

## Geschichte
Die Serrana Bank tauchte erstmals unter diesem Namen 1545 auf einer holländischen Karte auf, benannt ist sie nach dem spanischen Seefahrer Pedro Serrano, der vermutlich auf einer Insel dieser Korallenbank ausgesetzt worden war. Lange Zeit unter umstrittener, US-amerikanischer Hoheit, wurde am 8. September 1972 eine Vereinbarung über die Übergabe der Serrana-Bank sowie weiterer Inseln und Korallenbänke, an Kolumbien getroffen. Die Vereinbarung wurde jedoch erst 1981 durch den US-Senat ratifiziert, so dass am 17. September 1981 die Inseln unter kolumbianische Souveränität kamen und der Provinz San Andrés y Providencia zugeordnet wurden. Allerdings erhebt auch Nicaragua Anspruch auf Serrana Bank. Am 3. September 2007 passierte der Kategorie-5-Hurrikan Felix die Serrana Bank.